# José María Sánchez Silva
José María Sánchez-Silva y García-Morales (ur. 11 listopada 1911 w Madrycie, zm. 15 stycznia 2002) – hiszpański pisarz, twórca głównie literatury dziecięco-młodzieżowej. Jest jedynym Hiszpanem, który zdobył Nagrodę im. Hansa Christiana Andersena. Jego najbardziej znana powieść Marcelino, chleb i wino (1952) była wielokrotnie ekranizowana.